# أحماض دهنية أساسية

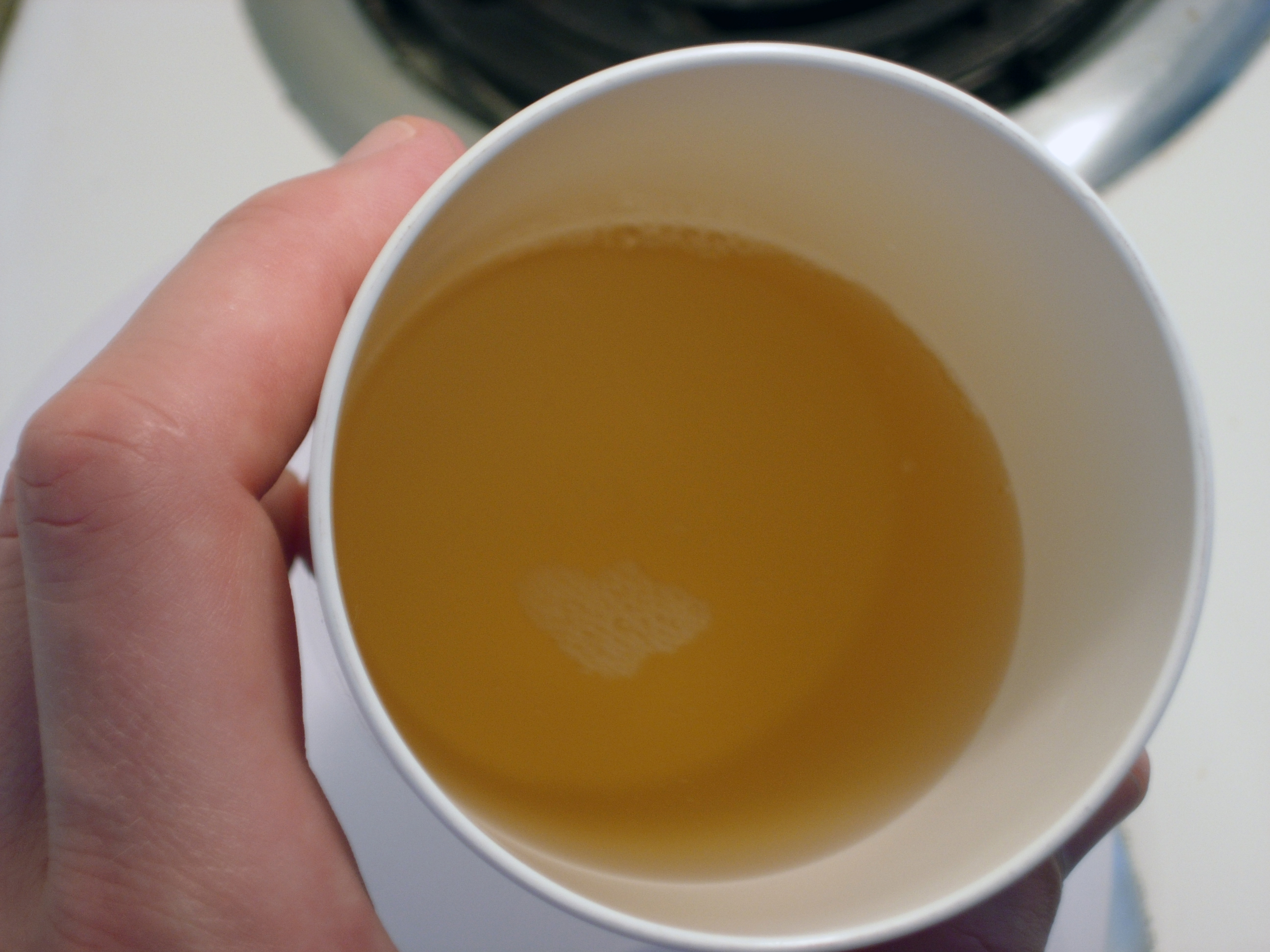

الأحماض الدهنية الأساسية (اختصارًا EFAs) هي أحماض دهنية متعددة اللا إشباع، مهمة جدًا لصحة جسم الإنسان، لكن لايمكن للجسم تركيبها فيضطر إلى الحصول عليها من مصادر غذائية أخرى. يشير مصطلح «الأحماض الدهنية الأساسية» إلى الأحماض الدهنية اللازمة للعمليات الحيوية ولكن يجب عدم الخلط بين الأحماض الدهنية الأساسية والزيوت الأساسية.
من المعروف أن اثنين فقط من الأحماض الدهنية ضروريان للإنسان: حمض ألفا لينولينيك (حمض أوميغا 3 الدهني) وحمض اللينولييك (حمض أوميغا 6 الدهني).
عندما تم اكتشاف نوعي (EFAs) تم تصنيفهما على أنهما «فيتامين F»، ولكن في عام 1929، وبعد الأبحاث التي أجريت على الفئران تم تصنيفهما على أنهما أفضل أنواع الدهون بدلاً من الفيتامينات. يمكن الحصول على أحماض أوميغا 3 وأوميغا 6 من عدة مصادر طبيعية من مثل زيت سمك سلمون، وتلعب هذه الأحماض دورًا هاما في تحسين وظيفة الجهاز المناعي في الجسم.